# Harry Fowler
Henry James „Harry“ Fowler (* 10. Dezember 1926 in Lambeth, London; † 4. Januar 2012 ebenda) war ein britischer Schauspieler.

## Leben

### Herkunft und Jugendjahre
Fowler wurde im Süden Londons, im Stadtteil Lambeth, im damaligen Stadtbezirk Metropolitan Borough of Lambeth geboren. Er besuchte die Central School in der Lollard Street in Kennington. Fowler hatte eine harte Kindheit und Jugend. Seine Großmutter, bei der er aufwuchs, wurde 1940 bei den Luftangriffen auf London getötet. Er musste daher bereits mit 13 Jahren für seinen eigenen Lebensunterhalt sorgen. Im Alter von 14 Jahren verließ er, ohne nennenswerte Schulbildung, die Schule. Er übernahm einen Zeitungsstand am Piccadilly Circus, wo er die Londoner Abendzeitung The Star verkaufte und acht Schillinge die Woche verdiente. Fowler selbst bezeichnete sich später einmal als near illiterate newspaper boy, als „nahezu ungebildeten Zeitungsjungen“.
Bei seiner Arbeit als jugendlicher Zeitungsverkäufer wurde Fowler von einem Journalisten der BBC angesprochen, um im Rundfunk für die Sendung In Town Tonight über seine Erfahrungen als Jugendlicher in London während des Zweiten Weltkrieges zu berichten. Durch diese Rundfunkreportage wurde die britische Filmgesellschaft British National Films auf Fowler aufgrund seines breiten Cockney-Dialekts aufmerksam. Er wurde zu Probeaufnahmen in die Londoner Elstree Studios eingeladen und für den Film engagiert.

### Filmkarriere
Fowler gab im Alter von 15 Jahren sein Filmdebüt als Jugendlicher Ern in dem komödienhaften Propaganda-Film Those Kids from Town (1942). Fowler spielte darin einen von sechs Jugendlichen, die im Rahmen der sogenannten Kinderlandverschickung aufgrund der Kriegsereignisse aus London evakuiert worden waren und in einem kleinen Dorf Zuflucht finden. Neben Fowler agierte der junge George Cole in einer weiteren Hauptrolle. Während des Zweiten Weltkrieges spielte Fowler in insgesamt acht weiteren Filmen, hauptsächlich Propaganda-Filmen gegen den Krieg, so in Went the Day Well? (1942) und, erneut als Kriegsevakuierter, in The Demi-Paradise (1943). Gegen Ende des Zweiten Weltkriegs wurde er zum Militärdienst eingezogen und diente von 1945 bis 1947 als Gefreiter in der Royal Air Force. Für die Dreharbeiten zu dem Film Auf ihn mit Gebrüll (1947) wurde er jedoch freigestellt.
Fowler verkörperte in Auf ihn mit Gebrüll (Hue and Cry) (1947), weit unter seinem tatsächlichen Alter besetzt, Joe Kirby, den jugendlichen Anführer einer Bande von Südlondoner Straßenjungs, die feststellen, dass ihr Lieblings-Comic-Heft in den wöchentlichen Kriminalgeschichten geheime Codes für tatsächliche Überfälle und Einbruchsdiebstähle enthält. Fowlers Partner waren Jack Warner als Gangsterboss und Alastair Sim als betrogener Comicautor Felix H. Wilkinson.
Fowler entwickelte sich im weiteren Verlauf seiner Karriere zum profilierten Charakterschauspieler. Er war der klassische Nebendarsteller; er spielte kleine Verbrecher, Bedienstete, Reporter, Portiers und Verkäufer. Sein breites Grinsen und sein Cockney-Akzent gehörten zu seinen Markenzeichen und sicherten ihm Popularität und Wiedererkennungswert. Hauptrollen blieben fortan die Ausnahme in seiner Leinwandkarriere.
In dem Spielfilm I Believe in You (1952), einem Film über Korrektionsanstalten und das System der Bewährungshilfe in Großbritannien, hatte Fowler eine seiner großen Hauptrollen. Als unterprivilegierter junger Mann Charlie Hooker, der zum Opfer seines Stiefvaters wird, stand Fowler im Mittelpunkt des Films; er wurde an der Seite von Joan Collins, auch als Liebhaber besetzt, verlor seine Geliebte jedoch an seinen filmischen Gegenspieler Laurence Harvey. Fowler hatte vor Beginn der Dreharbeiten selbst mehrere Tage in einer Besserungsanstalt gelebt, um sich auf seine Rolle vorzubereiten.
Weitere Kinorollen hatte Fowler als fröhlicher Schuhputzer Sam Weller in The Pickwick Papers (1952), als Gefreiter in Angels One Five (1952), als Taxifahrer in der Komödie Volltreffer ins Glück (1957), als Corporal Potter in Lawrence von Arabien (1962), als Milchmann in War es wirklich Mord? (1965, neben Bette Davis), als Nipper in dem Kostümfilm Der Prinz und der Bettler (1977) und als Bettler in Fanny Hill (1983). Fowlers letzter Kinofilm war Chicago Joe und das Showgirl (1990).

### Fernsehen
Fowler war seit Ende der 1960er Jahre auch regelmäßig für das Fernsehen tätig.
Von 1958 bis 1960 spielte er die Rolle des Corporal „Flogger“ Hoskins in der britischen Sitcom The Army Game, wodurch er große Popularität bei Fernsehpublikum erlangte. Eine weitere durchgehende Serienhauptrolle hatte er, an der Seite von Donald Sinden, als Mesner und Totengräber Harry Danvers in der Fernsehserie Our Man at St Mark’s (1965–1966).
Fowler übernahm außerdem Episodenrollen und Gastrollen in zahlreichen britischen Fernsehserien, unter anderem in Z-Cars (1963, 1970, 1972), Crown Court (1973), Minder (1982), Casualty (1986, 1992) und Doctor Who (1988).

## Privates
Fowler war zweimal verheiratet. 1951 heiratete er seine erste Ehefrau, die Schauspielerin Joan Dowling, die er bei den Dreharbeiten zu Hue and Cry (1947) kennengelernt hatte. Dowling beging 1954 Selbstmord, nachdem ihre Filmkarriere ins Stocken geraten war. Sie hatte sich mit Gas vergiftet. 1960 heiratete Fowler seine zweite Ehefrau Catherine Palmer. Beide Ehen blieben kinderlos.
1970 wurde er, als Teil der Prime Minister's Resignation Honours von Harold Wilson, von Königin Elisabeth II. zum Member of the Order of the British Empire ernannt.

## Filmografie (Auswahl)
- 1942: Those Kids from Town
- 1943: Went the Day Well?
- 1943: The Demi-Paradise
- 1944: Don't Take it to Heart
- 1946: Die kleinen Detektive (Hue and Cry)
- 1948: A Piece of Cake
- 1949: Unschuldig verurteilt (For Them That Trespass)
- 1950: Once a Sinner
- 1952: I Believe in You
- 1952: Angels One Five
- 1952: Mr. Pickwick (The Pickwick Papers)
- 1952: Erpresserin (The Last Page)
- 1957: Volltreffer ins Glück (Lucky Jim)
- 1958–1960: The Army Game
- 1962: Flight from Singapore
- 1962: Der längste Tag (The Longest Day)
- 1962: Lawrence von Arabien (Lawrence of Arabia)
- 1963–1972: Z-Cars (Fernsehserie, 4 Folgen)
- 1965: War es wirklich Mord? (The Nanny)
- 1965–1966: Our Man at St Mark's (Fernsehserie)
- 1966: Doctor in Clover
- 1966: Das Skandalgirl von Soho (Secrets of a Windmill Girl)
- 1970: Die französische Revolution fand nicht statt (Start The Revolution Without Me)
- 1973: Crown Court (Fernsehserie, 1 Folge)
- 1975: The Melting Pot (Fernsehserie)
- 1977: Der Prinz und der Bettler (Crossed Swords)
- 1981: Die kleine Welt des Don Camillo (The Little World of Don Camillo)
- 1982: Minder (Fernsehserie, 1 Folge)
- 1983: Fanny Hill
- 1986; 1992: Casualty (Fernsehserie, 2 Folgen)
- 1987: Body Contact
- 1988: Doctor Who
- 1989; 1992: The Bill (Fernsehserie, 2 Folgen)
- 1990: Chicago Joe und das Showgirl (Chicago Joe and the Showgirl)
- 1993: Love Hurts (Fernsehserie, 1 Folge)
- 1997: The Famous Five (Fernsehserie, 1 Folge)
- 2004: The Impressionable Jon Culshow (Fernsehserie, 1 Folge)